# 德州仪器
德州仪器（英語：Texas Instruments），簡稱德儀（TI），是一家美国跨國科技公司，總部位於德克萨斯州的达拉斯，以开发、制造、销售半导体和计算器技术闻名于世，主要从事数字信号处理与模拟电路方面的研究、制造和销售。它在25个国家有制造、设计或者销售机构。根據2021年IC Insights統計，德州仪器是世界第九大半导体制造商；曾經是行動電話的第二大芯片供应商，仅次于高通；同时也是在世界范围内的第一大数字信号处理器（DSP）和模拟半导体元件的制造商，其产品还包括计算器、微控制器以及多核处理器。德州仪器居世界半导体公司20强。
德州仪器于1951年建立。它由地球物理业务公司（Geophysical Service Incorporated, GSI）整组而产生。这家公司最初生产地震工业和国防电子的相关设备。TI于1950年代初开始研究晶体管，同时也制造了世界上第一个商用硅晶体管。1954年，TI研发制造了第一台晶体管收音机，1958年，在TI中新研究实验室工作的（Jack Kilby）杰克·基尔比发明了集成电路。1961年，TI为美国空军制造了第一台集成电路电脑。50年代末期，TI开始研究红外线技术，随后TI涉足制造导弹和炸弹的雷达系统，导航和控制系统。世界上第一台便携式计算器由TI于1967年发明。
20世纪70、80年代公司业务集中于家用电子产品，如数字钟表、电子手表、便携式计算器、家用电脑以及各种传感器。1997年公司将其国防业务出售给了雷神公司。2007年，德州仪器被认为是世界上最大的道德企业之一。
2011年收购美國國家半導體（National Semiconductor）之后，TI拥有由约45000种模拟电路产品及客户设计工具组成的投资组合，这使TI成为世界上最大模拟电路元器件生产厂商。2011年TI在财富500强中位列第175名。TI旗下业务有两个主要分支：半导体（SC）和教育技术（ET），其中半导体业务创造了公司收益的约96%。

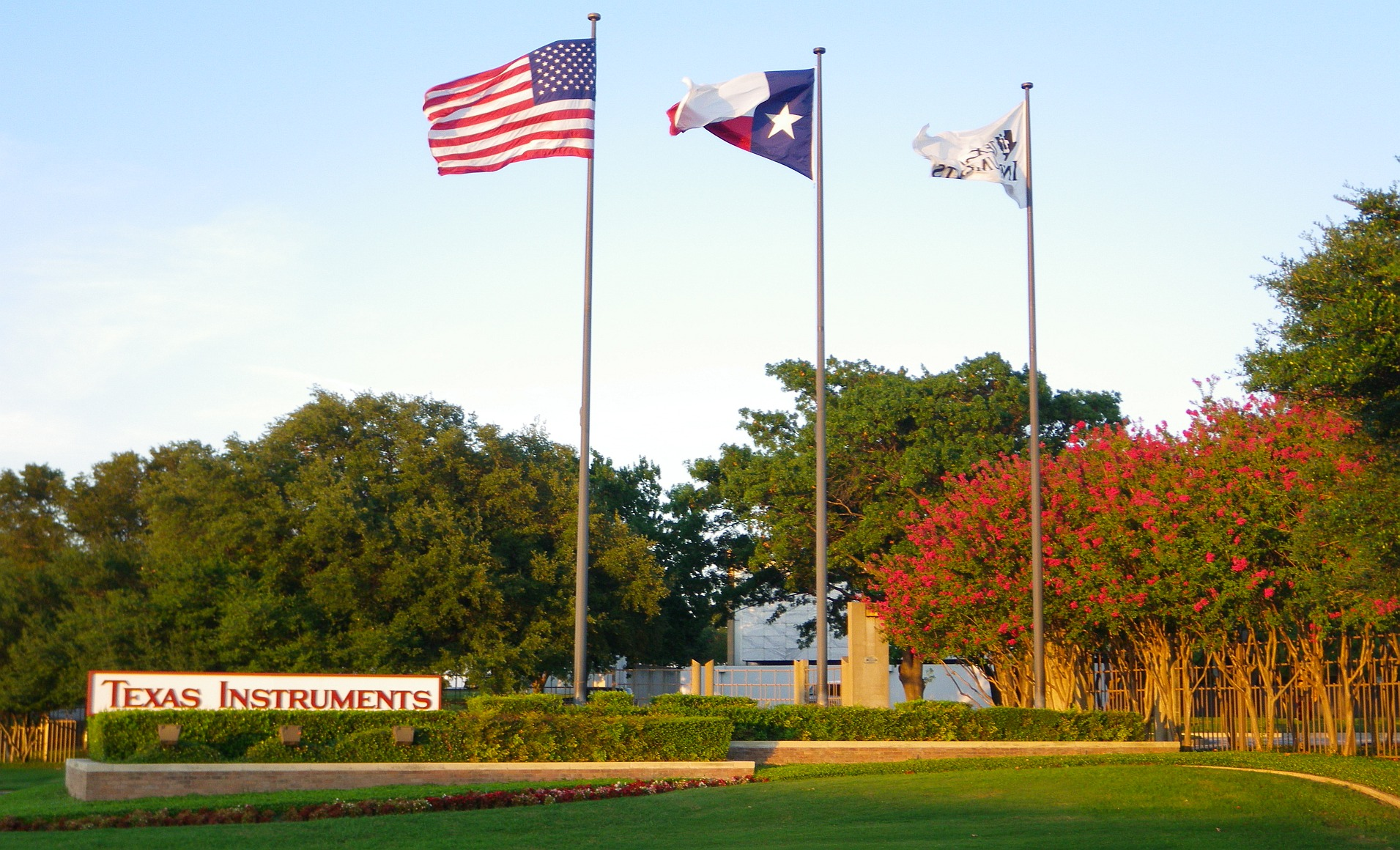
德州儀器總部

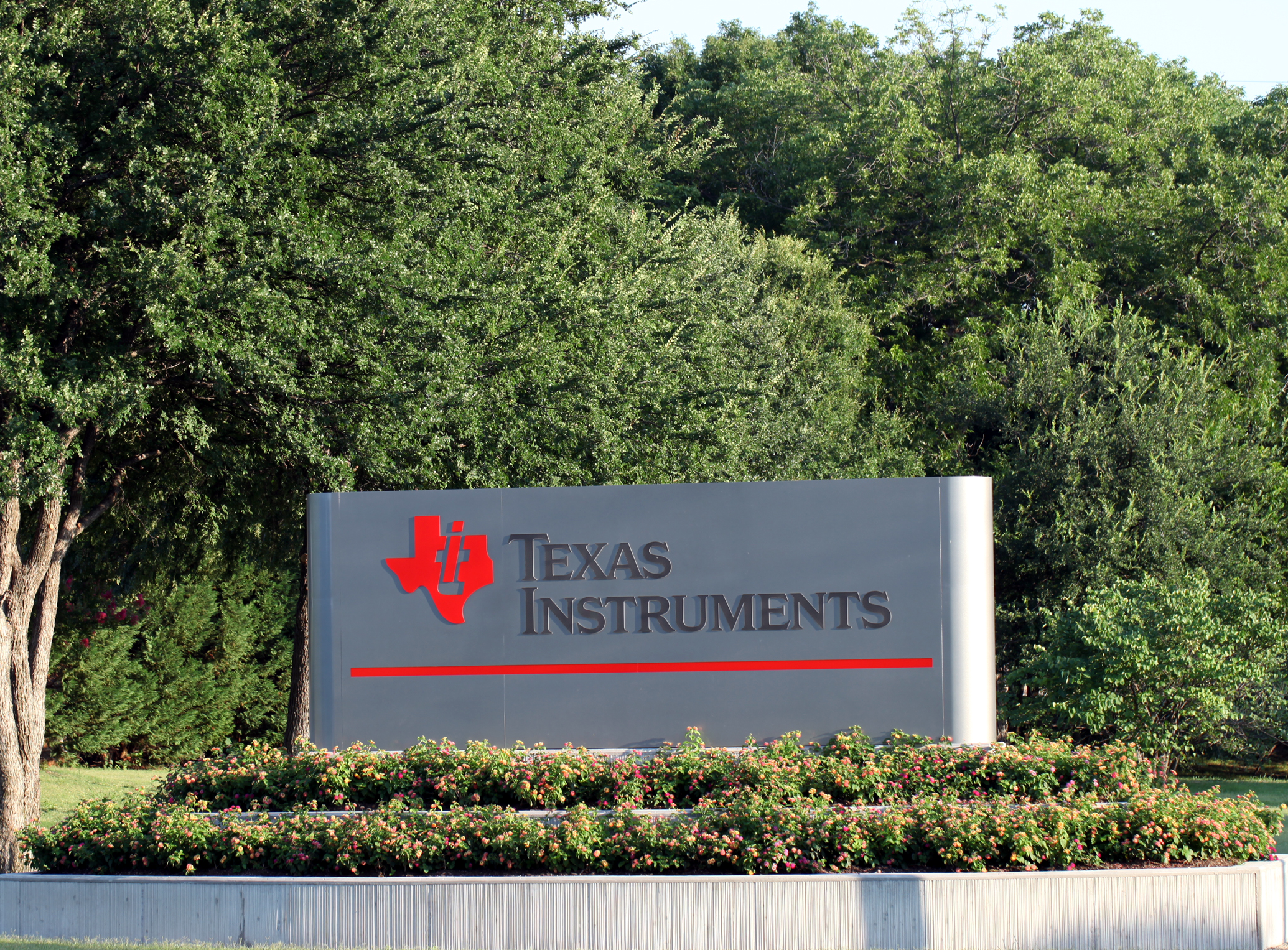
美國德州達拉斯市的德州儀器招牌

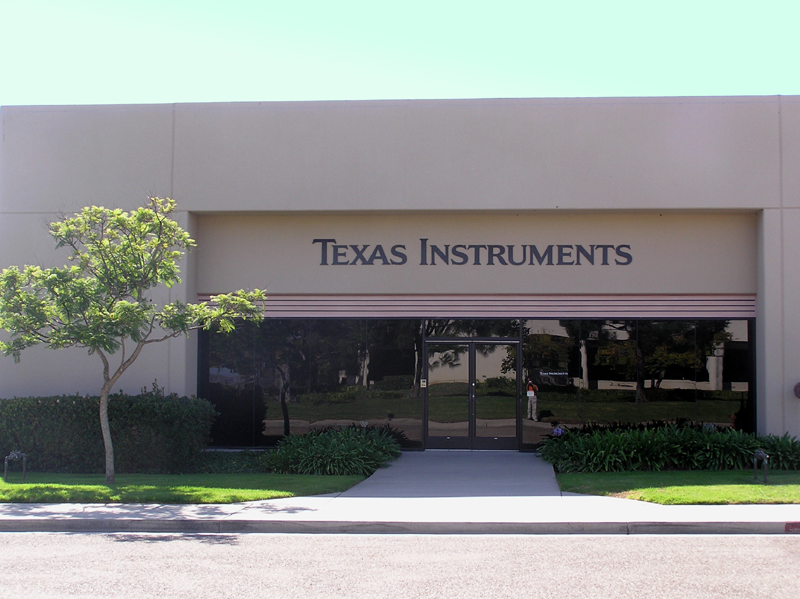
德州儀器加州分公司

## 历史

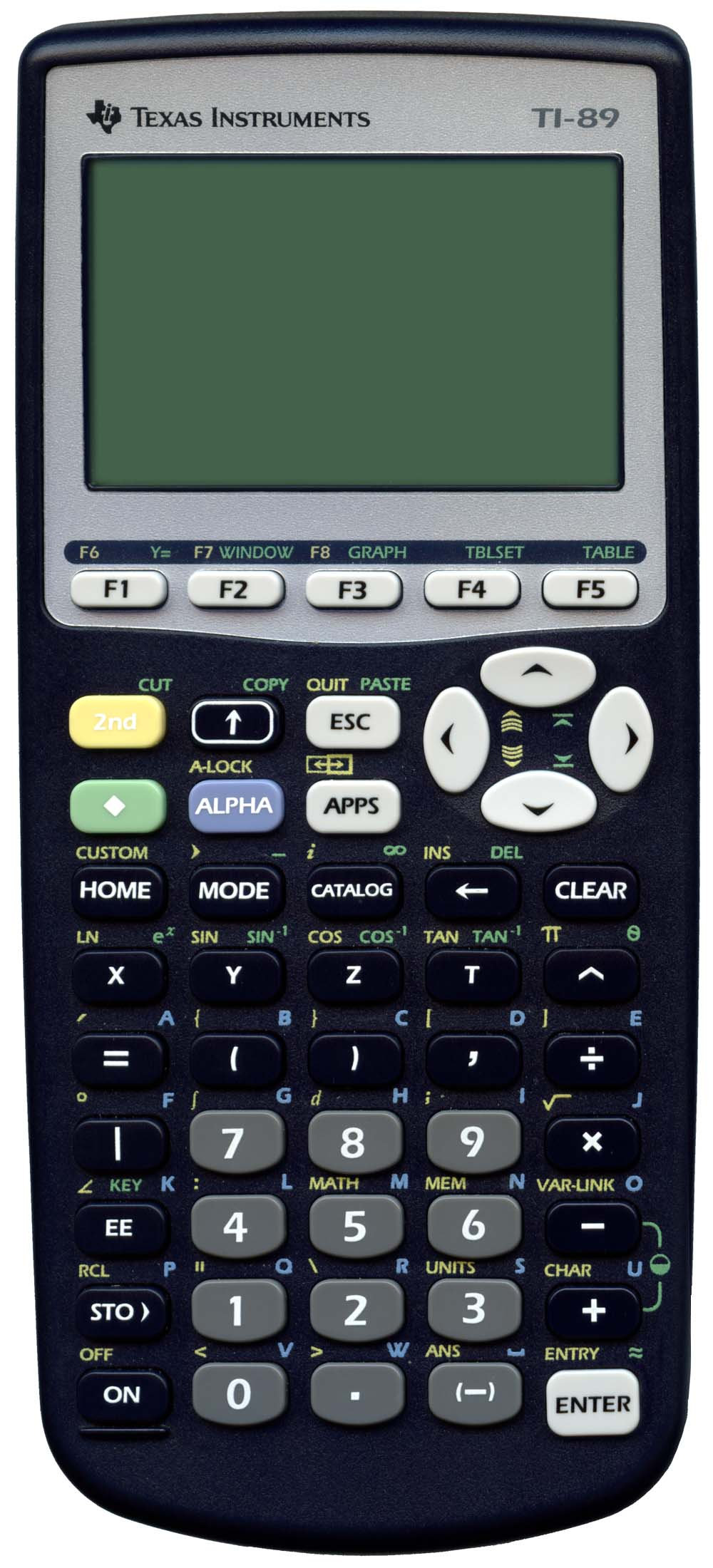
德州儀器製造的「TI-89」圖形計算器

德州仪器由塞瑟尔·H·格林、 J·埃里克·约翰逊、尤金·麦克德莫特、帕特里克·E·哈格蒂在1947年创办。最初是其母公司地球物理业务公司（Geophysical Service Incorporated, GSI）用来生产新发明的晶体管的。麦克德莫特是GSI最初在1930年创办时的创办者。麦克德莫特、格林、约翰逊后来在1941年买下了这个公司。1945年11月，帕特里克·哈格蒂被雇佣为实验室和制造部门（Laboratory and Manufacturing (L&M)）部门的总经理。1951年L&M部门凭借其国防方面的合同，迅速超越了GSI的地理部门。公司被重新命名为“通用仪器”（General Instrument），同一年，公司又被再度命名为“德州仪器”，也就是它现在的名字。GSI逐渐变成了德州仪器的一个子公司，直到1988年GSI被出售给哈利伯托公司。
|                                                            | 德州仪器为了创新、制造和销售有用的产品以及服务来满足全世界顾客需要而存在（） |
| ——Patrick Haggerty，Texas Instruments Statement of Purpose |                                                                              |

### 地球物理业务公司
德州仪器的历史可以追溯到1930年J·克莱伦斯·卡彻和尤金·麦克德莫特创建一个叫做地球物理业务公司的为石油工业提供地质探测的公司。在1939年，这个公司重组为Coronado公司。1941年12月6日，麦克德莫特和其他三名GSI的雇员J·埃里克·约翰逊、塞瑟尔·H·格林以及H·B·皮科克买下了GSI公司。在第二次世界大战期间，GSI为美国军用信号公司和美国海军制造电子设备。战争结束后，GSI公司继续其电子产品的生产。1951年，公司重新命名为德州仪器，GSI变为德州仪器的一个全资子公司。

### 国防领域
从1942年开始，德州仪器凭借潜水艇的探测设备开始进入国防电子领域。这些技术基于原来它为石油工业开发的地质探测技术。
在20世纪80年代，这个产业的产品质量成为了新的焦点。80年代早期一个质量提升计划被启动。80年代晚期，德州仪器和伊士曼柯达公司和联合信号公司（Allied Signal）一起，开始参与摩托罗拉的六标准差规范的制定。
这类产品包括雷达系统、红外线系统、导弹、军用计算机、激光导航炸弹等。

### 半导体
早在1952年，德州仪器就从西部电子公司（Western Electric Co.，AT&T的制造部门）以25,000美元的代价购买了生产晶体管的专利证书。到同年末，德州仪器已经开始制造和销售这些晶体管。公司副总裁帕特里克·哈格蒂颇有远见，意识到了电子技术领域的美好前景。随后，原本在新泽西州的贝尔实验室工作的戈登·K·蒂尔在看了一则纽约时报的广告后加入德州仪器，被哈格蒂任命为研究主任，回到了其故乡德克萨斯州工作。
蒂尔在1953年1月将他在半导体晶体方面的专业知识带到了工作中。哈格蒂让他建立了一支由科学家和工程师组成的团队，使德州仪器保持半导体行业的领先地位。蒂尔的第一个任务是组织公司的中央研究实验室（Central Research Laboratories, CRL）。由于蒂尔的之前职业背景，这个新的部门基于贝尔实验室。
另一名物理化学家，威尔克斯·阿道克斯，在1953年早些时候加入了德州仪器，开始领导一支较小的研究团队，致力于研制生长结晶体管。不久，阿道克斯成为了德州仪器的一名首席研究员。

#### 第一个硅晶体管
1954年1月，塔尼巴恩在贝尔实验室研制出了第一个可以工作的硅半导体。这个工作在1954年春季的固态设备大会上被报道，随后在应用物理学报（Journal of Applied Physics, 26, 686-691(1955)）上发表。戈登·蒂尔在1954年2月也独立研制出了第一个商用硅晶体管并在1954年2月14日对它进行了测试。1954年5月10日，在俄亥俄州的代顿举行的无线电工程师学会（Institute of Radio Engineers, IRE）国家航空电子大会上上，蒂尔正式对外界公布了他的成就，宣称“与我的同事们声称的硅晶体管的严峻前景相反，我口袋里恰好就有那么几个。”，并在大会期间发表了一篇题为《近期硅锗材料和设备的发展》（Some Recent Developments in Silicon and Germanium Materials and Devices）的论文。在这一点上，德州仪器成为了当时唯一一个大批量生产硅晶体管的公司。随后在1955年，利用固态杂质扩散的扩散型晶体管被发明。不过，当时硅管的价格比锗管昂贵得多。

#### 第一个集成电路

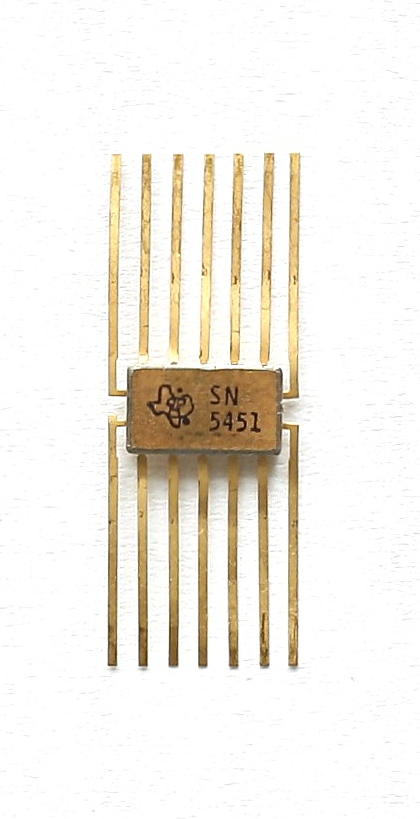
德州仪器生产的早期逻辑集成电路

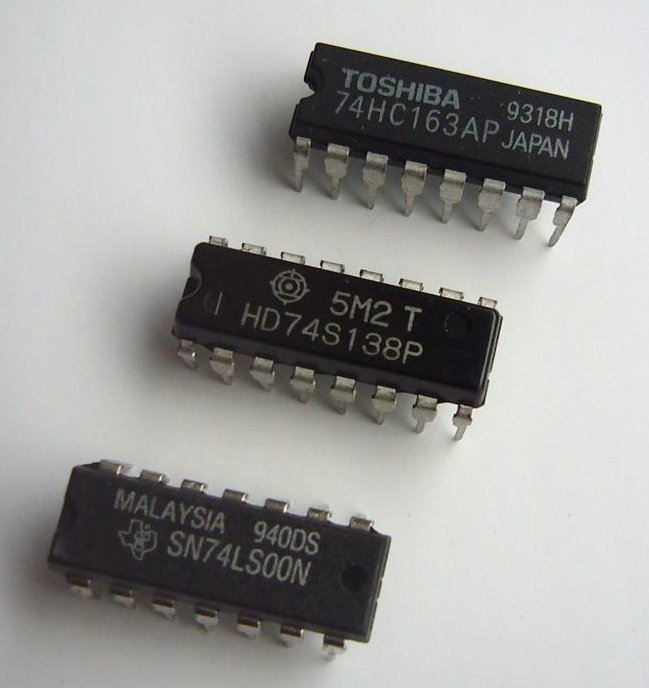
7400系列晶体管－晶体管逻辑和CMOS器件

工作在中央研究实验室的杰克·基尔比在1958年研制出了世界上第一款集成电路。基尔比早在1958年7月就有了对于集成电路的最初构想，并在1958年10月12日展示了世界上第一个能工作的集成电路。6个月后，仙童半导体公司的罗伯特·诺伊斯也独立地开发出了具有交互连接的集成电路，也被认为是集成电路的发明人之一。基尔比因此获得了2000年的诺贝尔物理学奖以表彰他在集成电路领域的贡献。诺伊斯在仙童公司研制的芯片是由硅制造的，而基尔比的发明是由锗制造的。2008年，德州仪器建立了一个以“基尔比”命名的实验室，用于研究那些半导体技术创新思维。

#### 标准晶体管－晶体管逻辑
德州仪器的7400系列晶体管－晶体管逻辑（TTL）芯片在20世纪60年代被开发出来，使计算机逻辑方面的集成电路的使用更加普及。

#### 微处理器
德州仪器在1967年发明了手持计算器（当时价格高达2,500美元）。随后，在1971年研制出了单芯片微型计算机，并在同年的10月4日被授予了单芯片微型计算机的第一个专利证书。

#### 第一个声音合成芯片

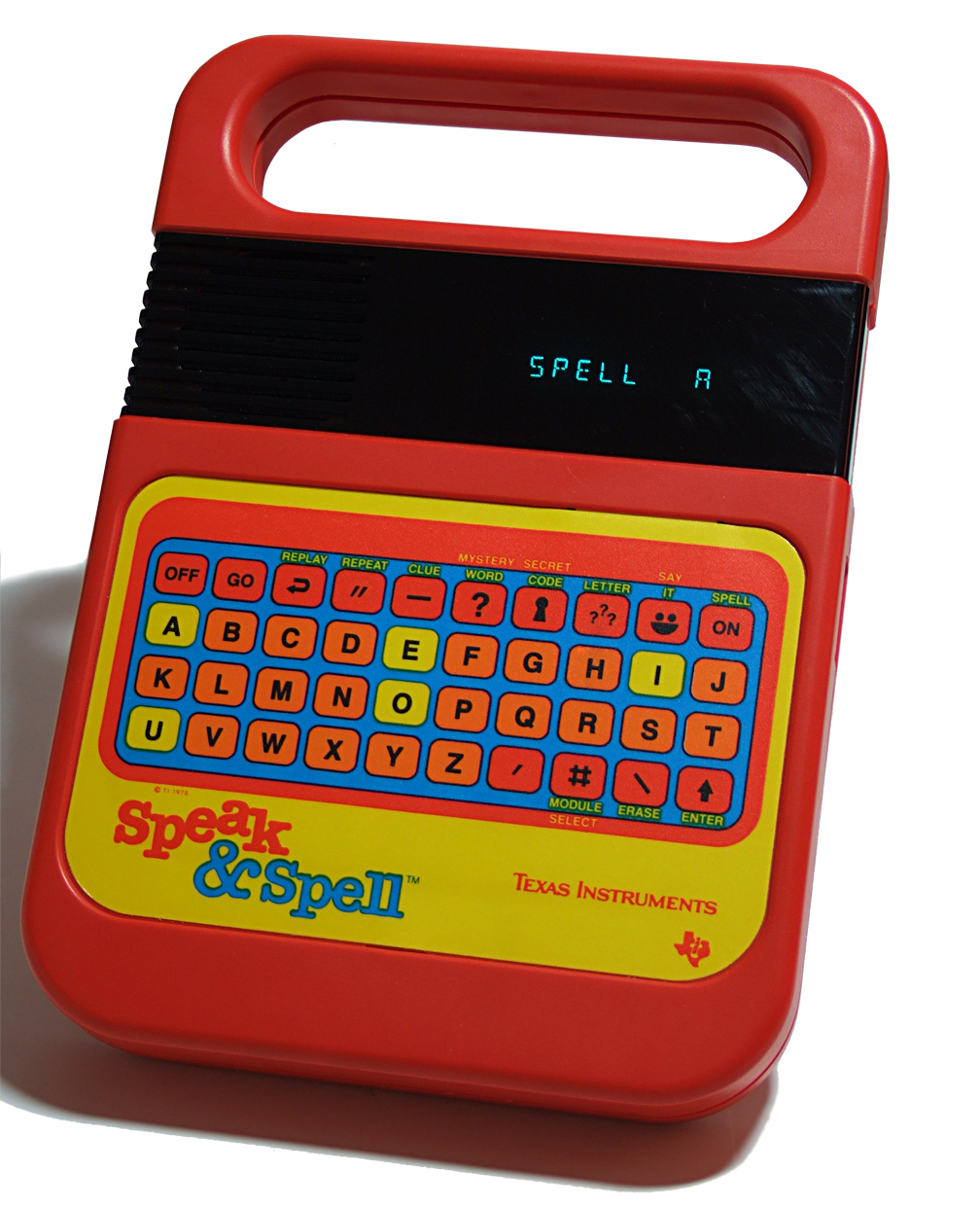
TMC0280型声音合成器

1978年，德州仪器介绍了第一款单芯片线性预测编码语音合成器。在1976年，德州仪器即开始了一个存储强度应用方面的研究，很快他们开始聚焦于语音方面的应用。这个研究的结果就是TMC0280型单芯片线性预测编码（Linear predictive coding (LPC)）语音合成系统，成为了第一款能够通过电子复制模拟人声的商业产品。这个成果在德州仪器多个商用产品中被应用。2001年，德州仪器将它转让给了加利福尼亚州圣克拉拉的Sensory公司。

#### 开创新产业
在发展半导体和微处理器之后，德州仪器遇到了两个关于工程和产品开发方面的有趣的问题。第一，用于创造半导体的化学药品、机械和技术原先都不存在，必须通过自己“发明”他们；第二，早期的市场需求较小，公司必须“发明”这些产品的“用途”以打开销路。例如，其第一款晶体管收音机就是这样发明的。另外一个例子是，20世纪70年代后期开发的安装在墙上、由计算机控制的家用恒温器，很可能由于其价格较为高昂，无人问津。德州仪器在田纳西州约翰逊城设立了一个工业控制部门，为化学和食品工业生产自动进程控制计算机。这个商业非常成功。1991年9月，德州仪器把它卖给了西门子公司，随后转向了军用和政府设施方面。最好的例子就是美国的阿波罗登月计划里的电子设备的制造。

## 今天的德州仪器

### 半导体
德州仪器的半导体产品几乎占了其收入的85%（2003年数据）。在包括数字信号处理器、数字模拟转换器、模拟数字转换器、能源管理、模拟集成电路等不同产品领域都占据领先位置。无线通信也是德州仪器的一个焦点，目前全球有大约50%的移动电话都装有德州仪器生产的芯片。同时它也生产针对应用的集成电路以及单片机等。
- 无线终端商业单元
- 数字光处理（DLP）
- 单片机
  - MSP430系列：低价、低功耗、用途广泛的嵌入式16位MCU
  - TMS320系列：为实时控制应用进行优化的16/32位MCU家族
    - 16位，整点运算，20至40兆赫
    - C28X：32位，整点或浮点运算，100至150兆赫
- 数字信号处理器
  - TMS320系列
    - TMS320C2xxx：为控制应用优化的16和32位数字信号处理器
    - TMS320C5xxx：16位整点低功耗处理器，100至300兆赫
    - TMS320C6xxx：高性能数字信号处理器家族，300至1000赫兹

  - 其他型号包括TMS320C33、TMS320C3x、TMS320C4x、TMS320C5x和TMS320C8x，以及为移动设备设计的基于ARM架构的多核处理器OMAP系列，如ARM9、ARM11和Cortex-A8等。

#### 竞争对手
德州仪器一直保持着半导体销售前十的名次。在2005年，它仅次于英特尔和三星，排在它之后的是东芝、意法半导体等。德州仪器主要竞争对手包括微型芯片技术公司、Cypress半导体公司、集成设备技术公司、三星电子以及Xilinx公司。
德州仪器在半导体行业有最大的市佔率，估计拥有超过370亿美元的可用市场总量。根据最新报道，德州仪器拥有14%的市佔率。

### TI E2E社区
2008年，德州仪器启动了TI E2E 社区 （页面存档备份，存于），为全球的电子工程师提供了一个讨论和寻求帮助的平台。

### 教育技术
德州仪器也因制造计算器著称，TI-30系列是其最受欢迎的早期计算器产品。它也制造生产图形计算器，从最初的TI-81到最受欢迎的TI-83 Plus型号以及最新的TI nspire系列。

### 行业认知
2007年，德州仪器被《世界贸易杂志》（World Trade Magazine）授予年度最佳全球供应商。

### 价值观和理念
从2007年到2010年连续四年时间里，德州仪器都被Ethisphere Institute列入“世界上最有道德感的公司”名单，并且是电子行业唯一入选的公司。

### 并购
- 1997年，宏碁收購TI筆記型電腦事業群。
- 1997年，TI以3.95億美元收購Amati Communications。[29]
- 1998年，TI收購GO DSP。[30]
- 1999年，TI以大約5000萬美元收購Butterfly VLSI, Ltd.。[31]
- 1999年，TI以4700萬美元收購Telogy Networks。[32]
- 2000年，TI以76億美元收購Burr-Brown Corporation。[33]
- 2009年，TI收購Luminary Micro。[34]
- 2011年，TI以65億美元收購National Semiconductor。[35]

## 外部連結
- 官方网站
- TI E2E Community （页面存档备份，存于）
- TI E2E 中文社区 （页面存档备份，存于）